# Jesús Suárez Valgrande
Jesús Suárez (9 de enero de 1912 - 27 de diciembre de 1997) fue un deportista olímpico español.

## Trayectoria deportiva
Compitió en esquí de fondo en los Juegos Olímpicos de Garmisch-Partenkirchen 1936, siendo el abanderado en la ceremonia de inauguración.